# ليه لانكستر
ليه لانكستر (بالإنجليزية: Les Lancaster)‏ هو لاعب كرة قاعدة أمريكي، ولد في 21 أبريل 1962 في دالاس في الولايات المتحدة.

## وصلات خارجية
- ليه لانكستر على موقعبيزبول رفرنس.كوم (الدوري الرئيسي) (الإنجليزية)
- ليه لانكستر على موقعبيزبول رفرنس.كوم (الدوري الثانوي) (الإنجليزية)